# Henry Rathbone

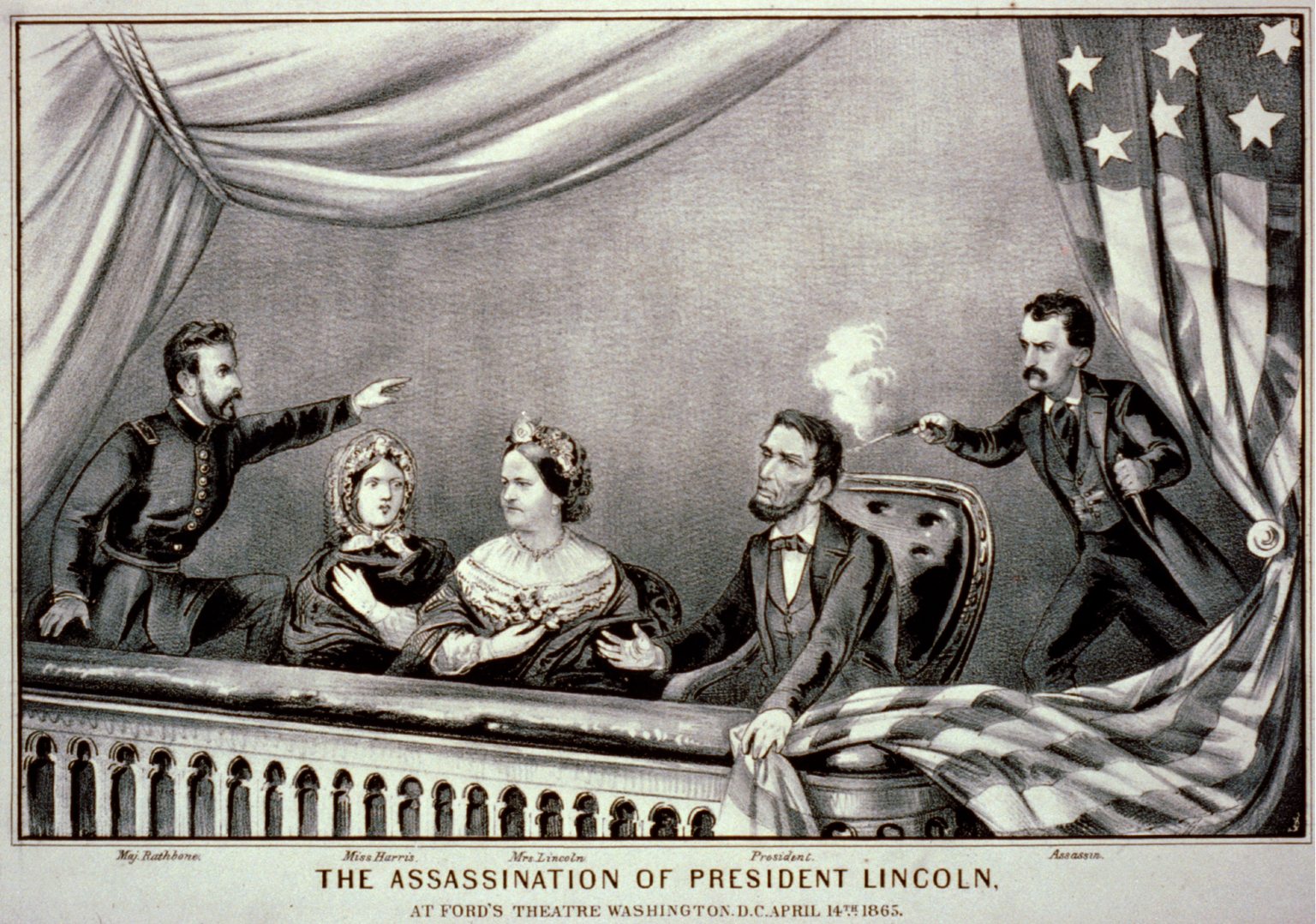
Persone presenti all'assassinio di Lincoln, da sinistra e destra: Henry Rathbone, Clara Harris, Mary Todd Lincoln, Abraham Lincoln e l'assassino John Wilkes Booth.

Henry Reed Rathbone (Albany, 1º luglio 1837 – Hildesheim, 14 agosto 1911) è stato un militare statunitense, famoso per essere stato presente all'assassinio di Abraham Lincoln come guardia del corpo del presidente.

## Biografia

### Origini
Era figlio di Jared L. Rathbone, mercante e uomo d'affari che in seguito divenne sindaco di Albany. Il padre morì quando Henry aveva diciassette anni, lasciandogli una consistente eredità di 200 000 dollari. La madre Pauline Pinney poco dopo si risposò con l'influente giudice e politico Ira Harris, che quindi divenne il suo patrigno; Harris aveva già una figlia, Clara, con la quale Henry entrò presto in confidenza e intimità.
Allo scoppio della guerra civile americana Rathbone si arruolò nell'esercito americano e combatté in varie battaglie decisive, come Antietam e Fredericksburg, dove lui e il fratellastro William Harris erano nello stato maggiore del generale Ambrose Burnside. Nel frattempo la sorellastra Clara divenne amica intima della first lady Mary Todd Lincoln, e di conseguenza di suo marito Abraham; anche grazie a queste amicizie Henry, indebolito dalla malaria e fiaccato dalle privazioni, riuscì infine ad ottenere un congedo dal fronte per motivi di salute e una posizione più tranquilla nelle retrovie.

### Assassinio di Lincoln
Insieme a Clara, al tempo sua fidanzata nonostante fosse la sua sorellastra, Rathbone fu presente all'assassinio di Abraham Lincoln come guardia del corpo informale del presidente, del quale era conoscente. La coppia in realtà era stata invitata a far compagnia al presidente come ripiego e solo dopo i molteplici rifiuti da parte di personalità ben più importanti come Schuyler Colfax e l'ambasciatore francese.
Rathbone era intento a guardare la commedia rappresentata nel teatro Ford quando nel palco presidenziale s'introdusse John Wilkes Booth, il quale sparò a Lincoln mentre egli era di spalle. Accortosi troppo tardi dell'assassino, Rathbone provò a trattenere Booth, che tuttavia estrasse un coltello e ferì gravemente il militare, causandogli vari tagli alla testa e un grande squarcio al braccio sinistro tale da recidere un'arteria. In preda all'adrenalina, Rathbone ignorò la ferita e riuscì a strattonare Booth tanto da farlo cadere dal palco presidenziale, facendogli quindi rompere una gamba e incitando invano la folla a fermarlo.
Non rendendosi inizialmente conto della gravità delle sue condizioni, Rathbone aiutò a trasportare il corpo esanime di Lincoln in una casa poco lontana e ad assistere l'affranta first lady, collassando tuttavia poco dopo per la perdita di sangue. Mentre Lincoln spirava, Rathbone stesso giacque tra la vita e la morte per diversi giorni a casa del patrigno.

### Declino mentale
Ripresosi dalle ferite, nel 1867 si sposò con l'amata Clara, la quale gli diede tre figli, tra i quali il politico Henry R. Rathbone. Divorato tuttavia dal senso di colpa per non aver saputo proteggere adeguatamente Lincoln e non aver fermato Booth, Rathbone subì nel corso degli anni un costante peggioramento della sua sanità mentale.
Nel 1870, sofferente di gravi attacchi d'ansia e probabilmente di disturbo da stress post-traumatico, si dimise dall'esercito col grado di colonnello e assieme alla famiglia si trasferì in Europa per cercare di ristabilire la propria salute. La sua condizione mentale continuò tuttavia a deteriorarsi, finché non arrivò a sviluppare forti manie nei confronti della moglie, convincendosi che Clara volesse divorziare e portargli via i figli.
Per molto tempo gli amici di famiglia cercarono di raccomandare Rathbone alle varie amministrazioni statunitensi per fargli ottenere un ruolo diplomatico in qualche paese europeo, ma invano. La costante mancata nomina fu probabilmente una delle cause delle sempre maggiori manie di Henry. Spesso Rathbone viene accreditato come console americano nella provincia di Hannover nel regno di Prussia dietro nomina di Chester Arthur, ma di ciò non esistono prove concrete.

### Uxoricidio e ricovero
Tornati negli Stati Uniti, nel 1882 i Rathbone trascorsero l'estate ad Albany, salvo poi tornare in Europa alla fine dell'anno. La famiglia prese infine alloggio ad Hannover, rimanendovi per tutto il 1883. Il rapporto tra Henry e Clara continuò a deteriorarsi, finché nella notte tra il 23 e il 24 dicembre, dopo l'ennesimo furioso litigio, Rathbone estrasse una pistola e sparò alla moglie, uccidendola, tentando poi il suicidio dandosi sei coltellate. Soccorso e interrogato, diede una versione degli eventi molto simile a quella dell'assassinio di Lincoln, affermando che la moglie fosse stata attaccata da un intruso e che lui avesse tentato invano di difenderla venendo gravemente ferito.
Rathbone scampò alla condanna per uxoricidio solo perché i suoi problemi mentali erano ormai noti, venendo quindi internato in un ospedale psichiatrico ad Hildesheim. Qui la sua condizione psicologica peggiorò, arrivando a soffrire di forti fobie, paranoie e allucinazioni. I figli, tornati in America per vivere con uno zio materno, non si occuparono più di lui, e Rathbone morì nel 1911 senza mai essere uscito dal manicomio. Sepolto accanto alla moglie, nel 1952 i loro resti vennero riesumati e quindi, in seguito alla non reclamazione da parte della famiglia, dispersi.

## Nella cultura di massa
Sulla tragica vicenda dei Rathbone sono stati scritti due libri. Il primo, The White Satin Dress (1929) di Mary Raymond Shipman Andrews, è incentrato sull'abito indossato da Clara Harris e ricoperto del sangue del marito (creduto erroneamente per lungo tempo quello di Lincoln), in seguito murato all'interno della casa di famiglia ad Albany e creduto maledetto. Il secondo, Henry e Clara (1994) di Thomas Mallon, segue invece direttamente la storia della famiglia Rathbone.